# Les Mauves
Pour les articles homonymes, voir Mauves (homonymie).
Les Mauves sont un ensemble de trois petites rivières françaises qui coulent dans le département du Loiret. Il existe trois bras principaux, Mauve de la Détourbe, la Mauve de Montpipeau, et la Mauve de Fontaine. Les Mauves comportent également de nombreux bras, fossés et courants ayant tous un nom local (Mauve de Pantin, Mauve des Marais, Courant de Masreau, etc.).
Les Mauves sont un affluent direct de la Loire en rive droite.

## Géographie
Les Mauves sont composés de trois bras principaux, mais par simplicité les services de l'Etat et les gestionnaires du cours d'eau considèrent que la Mauve de la Détourbe en est le cours principal.
Les trois Mauves sont issues de la nappe de Beauce, vaste nappe souterraine de plusieurs milliers de kilomètres carrés qui alimente d'autres cours d'eau de la région tels que la Conie.

### La Mauve de la Détourbe
La Mauve de la Détourbe prend naissance sur le territoire de la commune de Baccon, au lieu-dit la Détourbe et à 109 m d'altitude, dans le département du Loiret, à une vingtaine de kilomètres à l'ouest d'Orléans, en limite de la région beauceronne.
Son cours est ponctué de nombreuses sources à différentes altitudes, ce qui lui permet d'être pérenne, même lorsque la source de la Détourbe ne fournit plus d'eau. En effet, en été, lorsque le niveau de la nappe de Beauce baisse, la source principale de la Mauve de la Détourbe la suit. Il peut y avoir une différence de plusieurs kilomètres entre la source en période de hautes eaux et la source en période de basses eaux.
Dès sa naissance, la Mauve de la Détourbe adopte la direction du sud-est jusqu'à la confluence avec la Mauve de Montpipeau.

### La Mauve de Montpipeau
La Mauve de Montpipeau prend naissance sur le territoire de la commune de Huisseau-sur-Mauves, au lieu-dit le Bassin des Sources, près du château de Montpipeau, à 107 m d'altitude, dans le département du Loiret, à une vingtaine de kilomètres à l'ouest d'Orléans.
Contrairement au cours de la Mauve de la Détourbe, son cours n'est pas ponctué de sources, ce qui ne lui permet pas d'être pérenne. Aussi en été, lorsque le niveau de la nappe de Beauce est bas, il est possible que la source ne fournisse plus d'eau, est que l'entièreté du cours d'eau de la Mauve de Montpipeau soit à sec, comme ce fut le cas lors de l'été 2023.
La Mauve de Montpipeau suit une direction sud-ouest jusqu'à la confluence avec la Mauve de la Détourbe, au lieu-dit Le Pater, également sur la commune de Huisseau-sur-Mauves, à une altitude de 100 m, après un parcours de 6,7 km ; la Mauve de la Détourbe à alors parcouru environ 7 km.

### La Mauve de Fontaine
La Mauve de Fontaine prend également naissance sur le territoire de la commune de Baccon, au lieu-dit Haute Fontaine, près du château de la Touanne, à 107 m d'altitude, dans le département du Loiret, à une vingtaine de kilomètres à l'ouest d'Orléans.
Tout comme la Mauve de la Détourbe, son cours est ponctué de nombreuses sources, notamment au sein du parc du château de la Touanne, ce qui lui permet d'être pérenne. Aussi en été, même lorsque le niveau de la nappe de Beauce est bas, et que la source de Haute Fontaine ne fournit plus d'eau, les sources du parc du château de la Touanne fournissent continuellement de l'eau.
La Mauve de Fontaine suit une direction sud-est jusqu'à la confluence avec la Mauve de la Détourbe, ayant déjà reçu les eaux de la Mauve de Montpipeau, au lieu-dit Roudon, sur la commune de Meung-sur-Loire, à une altitude de 97 m, après un parcours de 5 km ; la Mauve de la Détourbe à alors parcouru environ 11 km.

### De Roudon à la confluence avec la Loire
Les Mauves prennent ensuite la direction du sud, orientation qu'elles maintiennent globalement jusqu'à la fin de leur parcours, de 17,6 km de longueur au total, elles se jettent dans la Loire en rive droite au sud de Meung-sur-Loire, sur la commune de Baule, au lieu-dit les Pâturages, à 87 m d'altitude.
Les Mauves traversent le centre de la ville de Meung-sur-Loire en trois bras principaux, donnant tout son charme à la ville, et lui valant le surnom de "Petite Venise du Val de Loire".
Les Mauves s'écoulent vers le fleuve sur une dénivellation d'environ 22 m.

## Communes et cantons traversés

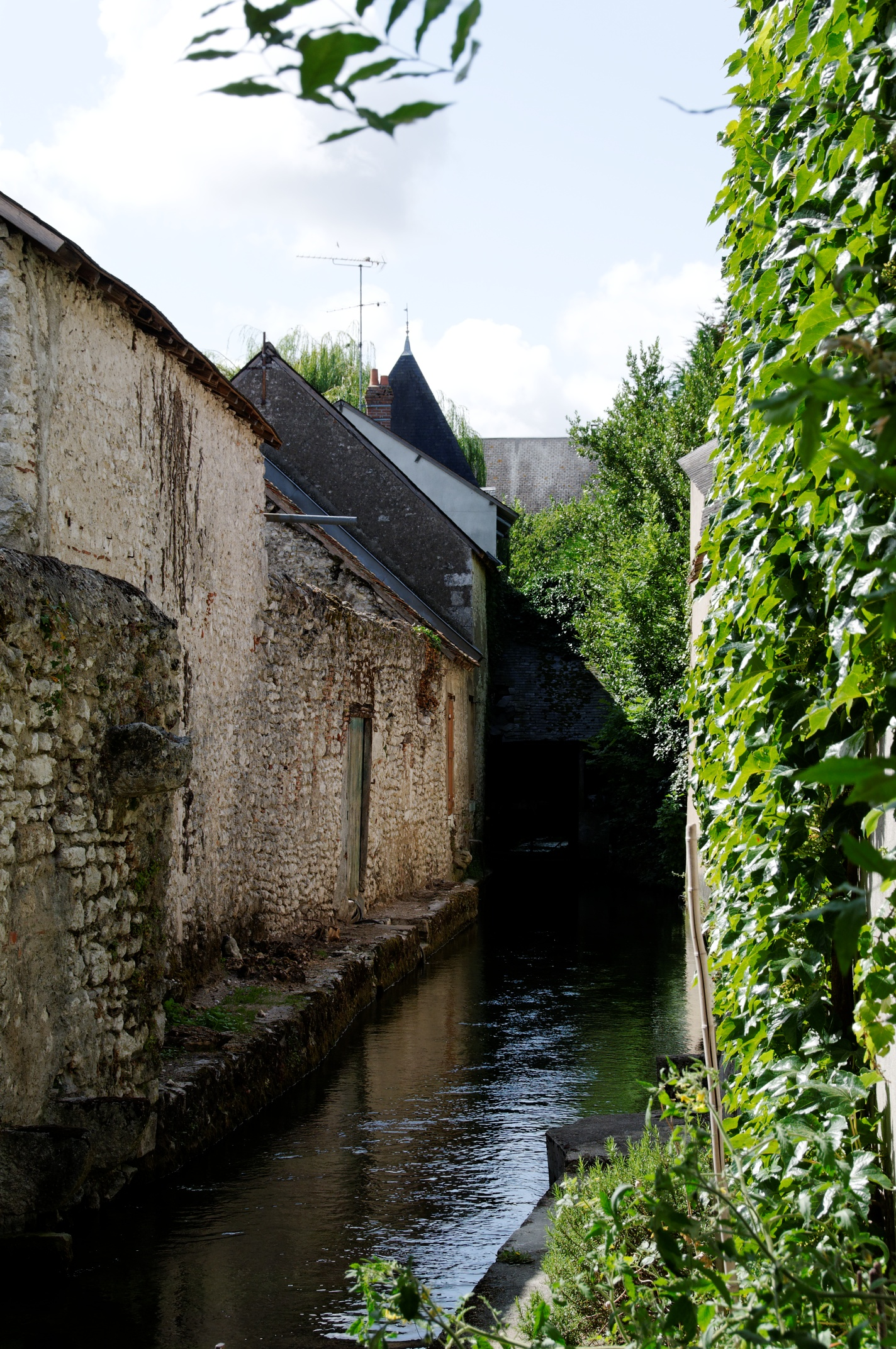
Les Mauves à Meung-sur-Loire.

Dans le seul département du Loiret, les Mauves traversent quatre communes et deux cantons :
- dans le sens amont vers aval : Baccon (source), Huisseau-sur-Mauves, Meung-sur-Loire, Baule (confluence).

Soit en termes de cantons, la Mauve de la Détourbe prend source dans le canton de Meung-sur-Loire et conflue dans le canton de Beaugency  le tout dans l'arrondissement d'Orléans et au sein de la Communauté de Communes des Terres du Val de Loire.

## Étymologie
Le terme “Mauve” proviendrai du latin “malva,ae”, signifiant “la lente”.

## Histoire
Les Mauves étaient à l’origine des rivières artificielles créées par l’intervention de l’homme. En effet, les sources émanant de la nappe de Beauce se jetaient dans une grande zone marécageuse, dont certains vestiges sont encore visibles aujourd'hui, comme au sein du Parc Départemental des Courtils des Mauves, à Meung-sur-Loire ou à travers le nom de certains lieux-dits (les Marais).
C'est le moine Saint Liphard (477-550), qui s’étant retiré à Meung-sur-Loire avec ses disciples, a joué un rôle essentiel dans l’assainissement des marécages et la canalisation des sources et cours d'eau.
Le travail capital fourni par les moines, avec l'aide des Magdunois a provoqué un recul de l'aspect sauvage du marais au rythme des défrichements. L'assainissement des marais a permis à la culture de la vigne, des céréales, à la culture maraîchère ainsi qu'à l'élevage de se développer, permettant la croissance de la ville de Meung-sur-Loire.
Le débit et la pente de ces rivières deviennent réguliers et permirent alors le développement d'une nouvelle activité économique florissante, utilisant la force hydraulique : la Meunerie.
Ainsi, ce ne sont pas moins de 37 moulins qui sont construits sur les différents bras des Mauves, dont 29 à Meung-sur-Loire, 5 à Huisseau-sur-Mauves et 2 à Baccon. À l'origine, ces moulins étaient essentiellement des moulins à farine, et ce, pour différentes raisons :
1. La présence abondante d'une matière première de qualité, le blé, cultivé en Beauce voisine.
2. La force hydraulique.
3. La proximité avec la ville d'Orléans, permettant la commercialisation de cette farine. Du commerce de cette farine, les magdunois gagnèrent le surnom d'« ânes de Meung-sur-Loire », à cause du fait qu'ils livraient la farine à Orléans à dos d'ânes.

Le développement de ces moulins nécessita l'instauration d'une certaine discipline, afin d'optimiser la production de farine, aussi, une réglementation fut mise en place, dès 1585. Puis l'entretien des Mauves, dont font partie la gestion du niveau d'eau, le désenvasement des biefs et l'entretien de la végétation et embâcles, fut régi par l'ordonnance royale de 1787, complétée par de nombreux avenants et règlements généraux datant de 1854. Cette ordonnance royale fut appliquée jusqu'en 1950.
Depuis 1950 et le déclin de l'activité de meunerie, l'état des Mauves s'est dégradé : les moulins étant désaffectés, les meuniers abandonnent alors l'entretien des cours d'eau. Pour remédier à ce triste état de fait, il a été nécessaire de prendre différentes mesures de sauvegarde.
Aussi, le Syndicat du Bassin des Mauves et Affluents sera mis en place en 1986, regroupant les villes de Meung-sur-Loire, Huisseau-sur-Mauves, et Rozières en Beauce, Baule et Coulmiers. Ce Syndicat permit la reprise en main de l'entretien du lit des Mauves.
Depuis le 1er janvier 2018 et la dissolution du syndicat du bassin des Mauves, l'entretien et la remise en l'état du bassin des Mauves est une mission de la Communauté de Communes des Terres du Val de Loire. Les missions de la collectivité concernent notamment l'entretien des berges, le faucardement, les chasses sédimentaires, l'entretien et la manipulation des ouvrages et la surveillance du cours d'eau, afin de s'assurer du respect du Code de l'Environnement. Les principales préoccupations du gestionnaire sont d'assurer le bon écoulement des eaux dans le centre-ville de Meung, afin d'éviter les scénarios d'inondation telles qu'à vécu la ville en 2016.

## Affluents
Les Mauves ont, en plus de ses trois bras principaux, un affluent référencé comme cours d'eau au titre de la police de l'eau :
- la Dourdaigne (rg), 7,1 km sur la commune de Huisseau-sur-Mauves et à la limite nord-est de Meung-sur-Loire et au nord de l'autoroute A10.[note 2]

Il faut également noter la présence d'un fossé, la Grande Evière, qui bien que faisant partie du Bassin Versant des Mauves, ne les rejoint jamais, contrairement à ce qui peut être indiqué sur certaines cartes.
Il faut aussi noter qu'un défluent de la Mauve de la Détourbe, appelé Mauve de Baule au SANDRE, continue en rive droite de la Loire jusqu'à Beaugency sur 5,6 km sur les deux communes de Beaugency (confluence avec la Loire) et Baule (source).
Le rang de Strahler est donc de trois.

## Bassin versant
Les Mauves traversent une seule zone hydrographique 'La Mauve & ses affluents' (K441) de 277 km2 de superficie. Celui est composé à 89,35 % de territoires agricoles, à 7,41 % de forêts et milieux semi-naturels et à 3,01 % de territoires artificialisés.

## Hydrologie
Comparées à bien des affluents de la Loire, les Mauves sont une rivière très régulière, bénéficiant d'une différence d'altitude faible sur son bassin, et de la nappe de Beauce qui agit comme un gigantesque régulateur, via de nombreuses sources au sein du bassin. L'essentiel de son débit provient en effet de cette nappe, et le débit de la rivière est largement tributaire du niveau de l'eau en son sein.
La nappe de Beauce a une capacité de stockage estimée à 20 milliards de mètres cubes, soit 20 kilomètres cubes ou encore une vingtaine de fois le volume du lac d'Annecy. Elle joue un rôle régulateur du débit des rivières très important, car elle contribue à l'alimentation naturelle des cours d’eau qui lui sont liés, tels le Loing, le Loir, l'Essonne, la Conie, les Mauves, etc. Elle fournit à l'ensemble de ces cours d'eau, une masse d'environ 500 millions de m³ par an en moyenne, soit 16 m3/s environ.

### Les Mauves à Meung-sur-Loire
Le débit des Mauves a été observé durant 46 ans (1969-2014), à Meung-sur-Loire, à 90 m d'altitude, localité du département du Loiret située au niveau de son confluent avec la Loire. La surface ainsi étudiée est de 274 km2, soit la quasi-totalité du bassin versant du cours d'eau, soit 277 km2.
Le module de la rivière à Meung-sur-Loire est de 1,27 m3/s.
Les Mauves sont une rivière fort régulière, liée à son alimentation essentiellement souterraine.  Le cours d'eau présente des fluctuations saisonnières de débit caractéristiques. Les hautes eaux se déroulent en fin d'hiver et au début du printemps, lorsque le niveau de la nappe est maximal, à la suite des précipitations d'automne-hiver. Elles se caractérisent par des débits mensuels moyens allant de 1.45 à 1,61 m3/s, de janvier à mai inclus (avec un maximum en février). À partir du mois d'avril, le débit diminue progressivement à la suite de la baisse concomitante du niveau de la nappe, ce qui mène progressivement aux basses eaux qui ont lieu d'août à octobre, entraînant une  baisse du débit mensuel moyen avec un plancher de 0,927 m3/s au mois de septembre, ce qui reste très confortable, voire presque abondant.

### Étiage ou basses eaux
À l'étiage, c'est-à-dire aux basses eaux, le VCN3, en cas de quinquennale sèche s'établit à 0,35 m3/s, ce qui reste confortable,.

### Crues

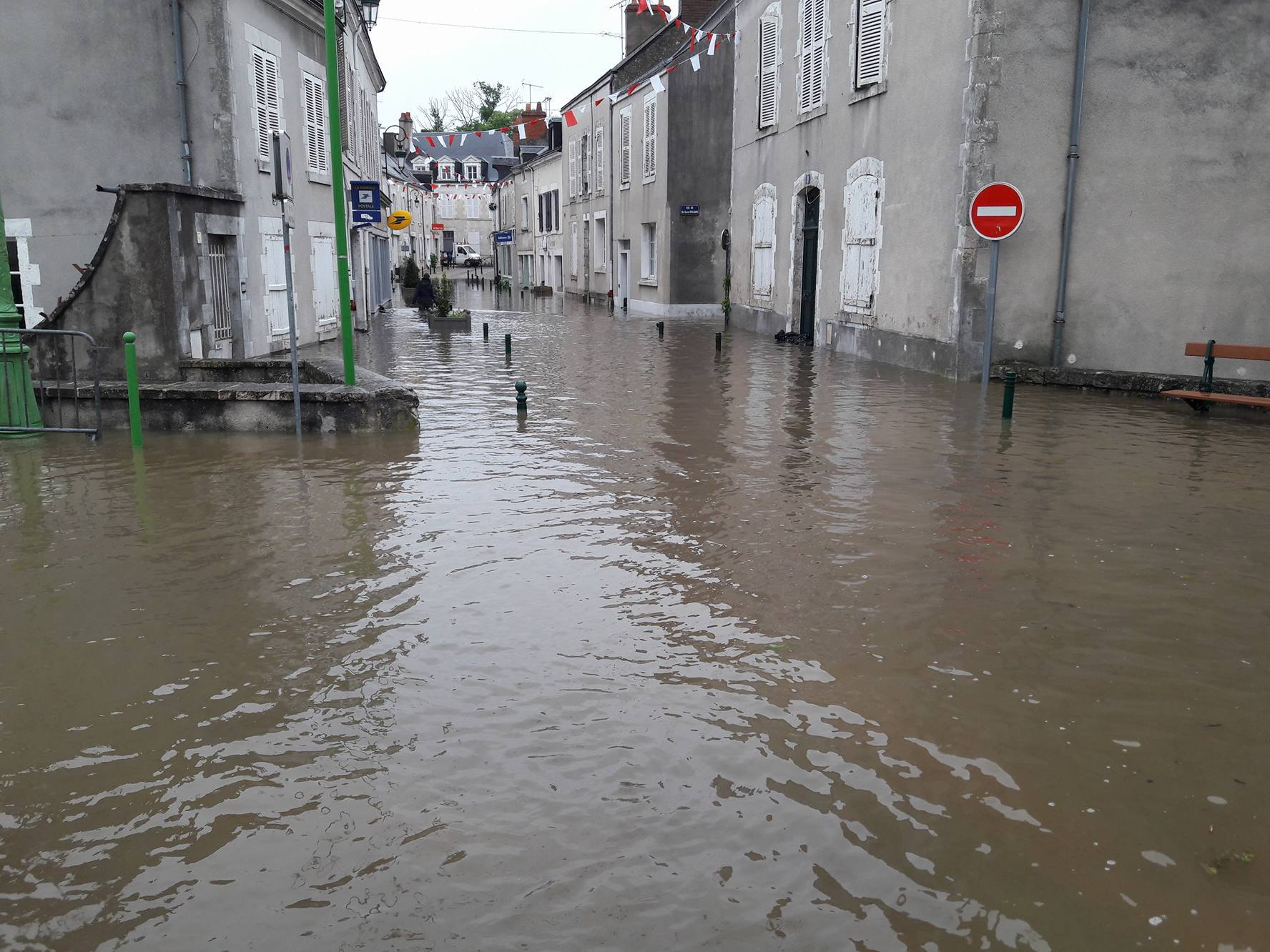
Inondation du centre-ville de Meung-sur-Loire le 1er Juin 2016.

Les crues sont rarement importantes et ont une récurrence faible.
La dernière crue en date, et la plus importante de mémoire d'homme est la crue de Mai-Juin 2016, où près d'un mètre 50 d'eau a été observé dans les rues du centre-ville. Lors du pic de crue, le débit atteint est de près de 13 m3/s/s.
Le QIX 2 est de 3,7 m3/s et le QIX 5 est de 5,8 m3/s.
Le QIX 10 est de 7,3 m3/s, le QIX 20 est de 8,6 m3/s, et le QIX 50 est de 10 m3/s. Le QIX 100 n'a pas pu être calculé vu la période d'observation de 46 ans.
Le débit instantané maximal enregistré à Meung-sur-Loire a été de 3,96 m3/s, le 27 mai 2008 et de 5,030 m3/s le 10 novembre 2013, tandis que le débit journalier maximal était de 18,10 m3/s, le 11 février 1982. La hauteur maximale instantanée a été de 1 080 mm, le 15 juin 2009.

### Lame d'eau et débit spécifique
Les Mauves sont une rivière fort peu abondante. La lame d'eau écoulée dans son bassin versant est de 147 millimètres par an, ce qui constitue seulement un peu moins de la moitié de la moyenne d'ensemble de la France (320 millimètres par an). C'est aussi largement inférieur à la moyenne du bassin de la Loire (plus ou moins 245 millimètres par an). Le débit spécifique (ou Qsp) atteint 4,7 litres par seconde et par kilomètre carré de bassin.

## Organisme gestionnaire

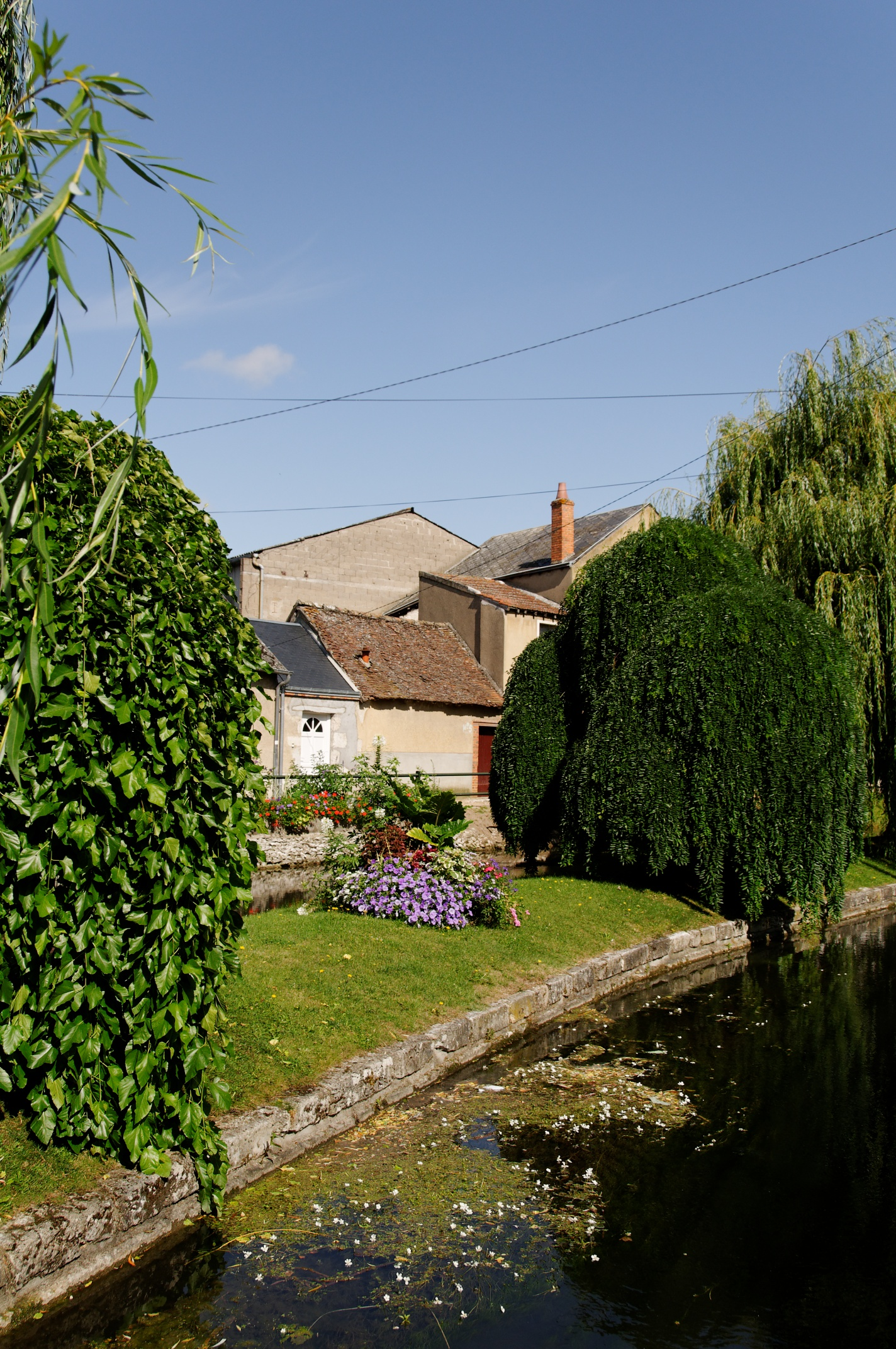
Les Mauves à Meung-sur-Loire.

L'organisme gestionnaire pour l'entretien et la surveillance des cours d'eau du bassin des Mauves est la Communauté de communes des Terres du Val de Loire via son service Gestion des milieux aquatiques et prévention des inondations, depuis 2018 et la dissolution du Syndicat des Mauves.

## Patrimoine - Curiosités - Tourisme
- Meung-sur-Loire : Collégiale Saint-Liphard (ou Saint-Lifard), du XIe au XIIIe siècle. Château de Meung-sur-Loire, résidence de campagne des évêques d'Orléans.
- Les Mauves comportent sur leurs rives de nombreux moulins (près de 37 édifices dont 29 à Meung-sur-Loire) à farine, à papier ou "à tan" pour la tannerie. Aucun d'eux n'est en activité aujourd'hui[8]. Le dernier moulin, le moulin du Coutelet, a cessé son activité en 2009.

## Toponyme
Les Mauves ont donné leur nom à la commune de Huisseau-sur-Mauves.
Attention, un autre cours d'eau de la région porte également le nom de Mauve, mais n'ayant aucun lien avec celles dont il est question dans l'article ; la Mauve de Saint-Ay, affluent aussi en rive droite de la Loire, de 14,3 km de long et se jetant aussi à Meung-sur-Loire en peu en aval des Mauves.